# Atripalda
Atripalda es uno de los 119 municipios o comunas ("comune" en italiano) de la provincia de Avellino, en la región de Campania. Con cerca de 11.143 habitantes, según censo de 2005, se extiende por una área de 8,53 km², teniendo una densidad de población de 1.317,00
hab/km². Hace frontera con los municipios de Aiello del Sabato, Avellino, Cesinali, Manocalzati, San Potito Ultra, Santo Stefano del Sole, y Sorbo Serpico
Se encuentra a tan solo cuatro kilómetros de Avellino, capital de la provincia. 

## Historia
La historia de Atripalda es rica de fascinantes leyendas y de excepcionales sucesos.

## Demografía
| Gráfica de evolución demográfica de Atripalda entre 1861 y 2001 |
|                                                                 |
| Fuente ISTAT - elaboración gráfica de Wikipedia                 |